# Amazon S3
Pour les articles homonymes, voir S3 et Amazon (homonymie).

Logo d'Amazon S3

Amazon S3 (Amazon Simple Storage Service) est un site d'hébergement de fichiers proposé par Amazon Web Services. Amazon S3 propose des services de stockage à travers des services Web (REST, SOAP et BitTorrent).
Amazon a lancé le service Amazon S3, son premier service Web, aux États-Unis en mars 2006 et en Europe en novembre 2007.
Lors de son lancement, Amazon S3 facturait à ses clients 0,15 $ américain par gigaoctet de stockage, plus des frais d'utilisation de la bande passante ascendante et descendante ainsi que des frais par requête (get ou put) . Le 1er novembre 2008, une facturation progressive accordant des réductions aux clients utilisant plus de 50 téraoctets de stockage a été implantée .
Amazon a mentionné que le service Amazon S3 utilise la même architecture de stockage évolutive qu'Amazon utilise pour son réseau de commerce électronique global.

## Architecture
Les détails de l'architecture du service Amazon S3 n'ont pas été révélés par Amazon. Selon Amazon, l'architecture a été conçue pour fournir extensibilité, disponibilité, rapidité d'accès et prix abordable.
Amazon S3 a été conçu pour fournir une disponibilité de 99,99 % et une durabilité de 99,999 999 999 %, bien que le contrat de niveau de service ne contienne aucune garantie concernant la durabilité.
Amazon S3 accepte des fichiers informatiques jusqu'à 5 téraoctets ayant des métadonnées allant jusqu'à 2 kilooctets.

## Croissance
| Année        | Nombre          |
| ------------ | --------------- |
| Avril 2013   | 2 000 milliards |
| Juin 2012    | 1 000 milliards |
| Mars 2010    | 102 milliards   |
| Août 2009    | 64 milliards    |
| Octobre 2008 | 29 milliards    |
| Octobre 2007 | 10 milliards    |

## Exemples d'utilisation
Le site d'hébergement de photos SmugMug (en) a utilisé le service depuis avril 2006. Au début le site a expérimenté des pannes et des ralentissements, mais après un an, le site décrivait S3 comme considérablement plus fiable que son stockage interne et affirmait avoir réalisé des économies de près de 1 million de dollars.
Dropbox (jusqu'en 2015), StoreGrid, SyncBlaze, Tahoe-LAFS (en)-on-S3, Zmanda (en) et Ubuntu One sont quelques-uns des nombreux services de stockage en ligne et synchronisation qui utilisent S3 pour le stockage et le transfert de fichiers.
Minecraft héberge les mises à jour de ses jeux et les habillages des joueurs sur les serveurs de S3.
LogicalDOC, le système de gestion électronique des documents fournit un outil pour la reprise après sinistre basée sur S3.
S3 a été utilisé par quelques compagnies comme solution de stockage à long terme jusqu'à l'apparition du service Amazon Glacier en 2012, lequel permet des économies de 90 %, au prix d'une augmentation du temps d'accès à quelques heures.

## API
S3 désigne également l’API de communication avec le service. Il existe de nombreux services concurrents utilisant la même interface pour proposer du stockage objet mais ils sont différents dans leurs technologies, fonctionnalités et coût d’utilisation.

### Clients
Ces programmes sont des clients capable de communiquer avec l’API S3. Ils permettent de parcourir les buckets et objets et voir les métadonnées, envoyer, télécharger ou supprimer des objets. Cette liste n’est pas complète.
- MinIO client client en ligne de commande
- s3fs est un système de fichier FUSE interprétant les objets comme des fichiers.

- Cyberduck
- WebDrive
- WinSCP[20]
- Transmit
- smartFTP (entreprise edition)

### Serveurs
Ces programmes sont des serveurs fournissant un service de stockage d’objet compatibles avec l’API S3. Ne sont listés ici que les programmes permettant l’auto-hébergement (même avec des fonctionnalités réduites). Un serveur HTTP intégré permet de distribuer les fichiers avec des requête HTTP et de les télécharger depuis un navigateur internet commun.
La plupart de ces serveurs proposent de fonctionner en amas (plusieurs serveurs sur plusieurs machines) pour améliorer la distribution spatiale et la résilience. La distribution permet de répartir équitablement ou selon la demande les données sur plusieurs sites. La réplication assure la présence d’au moins N copies des données sur le réseau et sur des machines différentes. Elles seront toujours disponibles si un serveur est hors-service. Le chiffrement désigne ici le chiffrement par le serveur des données sur son support de stockage. Les données peuvent également être chiffrées en amont par l’utilisateur et être illisibles par le serveur qui les entrepose.
La compression permet de réduire l’espace de stockage mais n’est efficace que sur des données qui ne sont pas déjà compressées. C’est pourquoi elle n’est parfois appliquée que sur certains types de fichiers (ni images ni vidéos).
- MinIO est un serveur haute-disponibilité destiné aux entreprises.
- Garage est un projet communautaire conçu pour fournir un service minimal auto-hébergé et utiliser peu de ressources.

- CephFS S3 est une extension du système CephFS

| Nom    | Conformité API | HTTP | Réplication | Distribution | Compression        | Chiffrement |
| ------ | -------------- | ---- | ----------- | ------------ | ------------------ | ----------- |
| MinIO  | Complète       | Yes  | Yes         | Yes          | Yes (avec filtres) | Yes         |
| Garage | Partielle      | Yes  | Yes         | Yes          | Yes (tout ou rien) | Yes         |
| CephFS |                |      |             |              |                    |             |